# Latécoère 631
Latécoère Late 631 — французский гражданский гидросамолёт, разработанный компанией Latécoère в конце 1930-х и совершивший первый полёт 4 ноября 1942 года.

## История
12 марта 1936 года департамент гражданской авиации министерства авиации Франции запросил создание коммерческого гидросамолёта с максимальной массой 40 000 кг, способного перевозить по меньшей мере 20 пассажиров (со спальными местами). Новый пассажирский самолёт должен был использоваться для трансатлантических перелётов. Прототип Latécoère 631 был заказан в 1938 году, но из-за Второй мировой войны строительство самолёта было отложено. В итоге прототип впервые взлетел с озера Бер 4 ноября 1942 года. К новому гидроплану стали проявлять интерес немцы, поэтому строительство второго прототипа было остановлено. После освобождения Франции второй Late 631 восстановили и достроили. Он взлетел 6 марта 1945 года.
После аварии в 1945 году, вызванной отделением двигателя от самолёта, Late 631 был отправлен на доработку. От выдачи заказа до ввода самолёта в эксплуатацию в Air France прошло почти десять лет. За это время большие гидросамолёты стали невостребованными. После двух катастроф в 1948 году коммерческие полёты самолёта были запрещены. С 1952 по 1955 год самолёт использовался компанией France Hydro в качестве транспортного. К этому времени 5 из 11 экземпляров было потеряны в результате катастроф. Оставшиеся самолёты были отправлены на хранение. Ангар, где они стояли, рухнул в 1956 году. После этого все 6 самолётов были утилизированы.

## Описание
Latécoère 631 имел свободнонесущее крыло большого удлинения, на котором стояли шесть двигателей Wright R-2600-C14 Cyclone 14. Площадь сечения секций крыла была настолько большой, что бортинженеры и техники осматривали и обслуживали моторы в полете. Гидроплан имел цельнометаллическую конструкцию с работающей обшивкой.
Кабина пилота и радио-навигационное отделение располагались над главным пассажирским салоном довольно далеко от носа самолета. Были предусмотрены многочисленные входные двери, в том числе в носовой и боковой части кабины, а также в боковых частях фюзеляжа.
Latécoère 631 мог перевозить до 46 пассажиров (в том числе в отдельных каютах) и экипаж из 14 человек, в том числе поваров и кухонную прислугу кухни и двух столовых. На борту было семь двухместных кают (перед крылом), туалет, багажный отсек, бар и ресторан из двух залов, а также четыре четырёхместных салона под центропланом. За ними находились остальные туалеты и ещё восемь двухместных кают, главная входная дверь и камбуз в хвостовой части.

## Эксплуатация
- Air France (1947—1950)
- Latécoère
- SEMAF
- Société France-Hydro (1952—1955)
- Luftwaffe

## Аварии и катастрофы
За время эксплуатации в катастрофах было потеряно 5 самолётов Latécoère 631. При этом погибли 99 человек. 
| Дата       | Бортовой номер | Место аварии          | Жертвы | Краткое описание |
| ---------- | -------------- | --------------------- | ------ | --- |
| 17.04.1944 | 61+11          | Фридрихсхафен         | 0/0    | Уничтожен в ходе авиаудара. |
| 31.10.1945 | F-BANT         | лагуна Роча           | 2/н.д. | В полёте произошло разрушение двигателя № 3. Отделившиеся лопасти повредили двигатель № 2 и пробили фюзеляж, вызвав небольшой пожар в котором погибли 2 пассажира. В сложившейся ситуации пилот совершил аварийную посадку в лагуне Рочаrues (Уругвай). Самолёт впоследствии был восстановлен и разбился 1 августа 1948 года. |
| 21.02.1948 | F-BDRD         | остров Сен Маркуф     | 19/19  | Разбился в сложных метеоусловиях (снегопад). |
| 01.08.1948 | F-BDRC         | Атлантический океан   | 52/52  | Пропал над Атлантикой. |
| 28.03.1950 | F-WANU         | 5 км от Леж-Кап-Ферре | 12/12  | Разбился из-за разрушения муфт управления элеронами. |
| 10.09.1955 | F-BDRE         | Адамава               | 16/16  | Попал в тропический шторм. Получил повреждение крыла и разбился. |

## Технические характеристики
- Экипаж: 5
- Пассажировместимость: 46
- Длина: 43,46 м
- Размах крыла: 57,43 м
- Высота: 10,1 м
- Двигатели: 6 × Wright R-2600-C14 Cyclone 14 по 1601 л.с. каждый
- Максимальная скорость: 394 км/ч
- Круизная скорость: 297км/ч
- Дальность полёта: 6035 км
- Практический потолок: 7200 м